# Искусство Омска (музей)
Городской музей «Искусство Омска» — бюджетное учреждение культуры города Омска; музей культурологического и искусствоведческого профиля; музей искусства одного города. Неофициальное сокращённое название — ГМИО.

## Концепция
Музей возник как своеобразное завершение бурной художественной жизни, кипевшей в Омске в конце 1980-х.
Задача музея — изучение местной культуры, духа места, «Гения места», характера города, который воплотился в произведениях искусства; отразить богатство и своеобразие сложившейся в городе культурной среды, оставить потомкам произведения, созданные художниками, фотографами, дизайнерами Омска, сформировать так необходимую омичам информационную базу по искусству и культуре родного города. Основные научные направления: Метафизика места, Художественная жизнь Омска, Образы города, Омская городская мифология. Городской музей «Искусство Омска» задумывался как неклассический музей, с ориентацией не столько на фиксацию фактов художественной жизни, сколько на активное участие в художественной жизни.

## История
Музей создан постановлением горсовета от 21.02.1991. Основатель и первый директор — В. Ф. Чирков. Первый главный хранитель — О. А. Токарева.
Изначально предполагалось создание музея художественной культуры и городского быта города Омска, на основе приобретаемой городом художественной коллекции и коллекции предметов городского быта, собранной краеведом Селюком В. И. Однако из-за разногласий основателей подобный музей создан не был. Музей городского быта был объявлен как существующий и даже попал в «Российскую музейную энциклопедию».
Первое время музей ГМИО не имел своего помещения для хранения и экспозиции. Затем музей получил старое деревянное здание на улице Красных Зорь (бывший особняк доктора Лурье). В этот период сотрудники музея работали на других площадках, создавая, может быть не часто, но крупные выставочные проекты. В этот же период закладывается традиция совмещения выставочного художественного формата и научного дискуссионного. В дальнейшем подобная практика стала нормой для всех художественных музеев города и ряда научно-образовательных учреждений (Омский государственный университет им. Ф. М. Достоевского, Сибирский филиал Российского института культурологии, Омский государственный педагогический университет). На фоне крупных выставочных проектов В. Ф. Чирков стал проводить Омские искусствоведческие чтения (первые четыре — под эгидой музея, пятые — с участием музея), издавать материалы чтений.
С 1998 года директор музея — А. В. Бородавкин. В 2000 году музей получил новое двухэтажное краснокирпичное здание постройки 1908 года на улице Куйбышева. Уже в тот момент здание имело 100 % износ и требовало капитального ремонта. Создать постоянную экспозицию, посвящённую художественной жизни Омска, в этих условиях было невозможно. Но стало возможным проводить временные тематические выставки. С этого момента меняется характер выставочной деятельности. И в здании музея, и вне музея делается множество временных мелких и средних экспозиций различного характера. Музей участвует в создании многих крупных проектов, сотрудничая с другими музеями города. Именно в этот период музей начинает активную работу с детскими художественными школами, студиями, школами искусств: значительно пополняется фонд Художественного образования и проводится ежегодный конкурс детского рисунка «Мой город»; музей предоставляет залы для проведения регулярных методических выставок работ учащихся художественных школ «Кладовая радости». В этот период основной вектор комплектования, научной, экспозиционной деятельности музея направляла заместитель директора по научной работе Г. Ю. Мысливцева.
Начиная с 2004 года у администрации музея возникают проблемы, связанные с эксплуатацией аварийного здания. В 2006 году здание музея закрывают для посетителей. Коллектив вынужден работать на чужих площадках. Не имея возможности повлиять на ситуацию с ремонтом здания, в 2007 году оставляет пост директора А. В. Бородавкин. В 2008 году директором становится предприниматель С. В. Синюткин. В ситуации неопределённости судьбы здания и музея сотрудникам учреждения пришлось свернуть экспозиционную деятельность и упаковать фонды в надежде на скорый переезд и начало ремонтных работ. В этом же году возвращается в музей его основатель В. Ф. Чирков в качестве заместителя по науке. В сложившихся условиях и согласуясь со своими представлениями о миссии музея и способах преодоления кризисной ситуации В. Ф. Чирков делает ставку на возвращение к крупноформатной выставочной деятельности. Летом 2010 года музей снова остаётся без директора. В ноябре 2010 года директором становится Л. А. Тимкова, до этого — заведующая выставочным отделом в Омском областном музее изобразительных искусств им. М. А. Врубеля.
В 2017 году музей переехал в отреставрированное здание казармы 1823 года, расположенное в Омской крепости, где достаточно места и условий для размещения постоянных и временных выставок, а также художественных студий для детей и взрослых.

## Фонды
Структура фондов определяется провозглашёнными целями. Структура формировалась со временем.
- фонд Живописи
- фонд Графики
- фонд Скульптуры
- фонд Декоративно-прикладного искусства
- фонд Дизайна
  - промышленный
  - графический
- фонд Фотографии и негативов
- фонд Печатной продукции
- фонд Художественного образования
- фонд Детского спонтанного рисунка
- фонд Личных архивов (архивов личного происхождения)
- фонд Научного архива
- фонд Объектного искусства

Каждый из фондов формируется отдельными предметами и коллекциями. Среди значимых следует указать коллекцию негативов известного омского фотографа М. И. Фрумгарца в двух частях: виды города (1947—1995) и деятели культуры Омска (более 10000 негативов). Коллекция произведений живописи и графики, а также архивных материалов неформальных объединений «ЭХО», «Крест», «СКИТ», «Ученики Глазунова». Коллекция произведений омских художников шестидесятников, в том числе и Николая Брюханова. Личные архивы Г. Н. Пантюкова руководителя Омского государственного русского народного хора, А. Кутилова — омского поэта, коллекция печатной продукции В. Н. Белана, архив скульптора Н. А. Бабаевой.
В музейной коллекции есть графические и живописные работы: В. Н. Белова, К. П. Белова, Н. М. Брюханов, Н. Я. Третьякова, В. В. Кукуйцева, Л. А. Зотиковой, А. А. Чермошенцева, В. А. Босенко, В. А. Погодина, К. Н. Щекотова, А. А. Усенко, Б. Н. Николаева. Произведения современных художников Сергея Баранова, Димы Вирже, Никиты Позднякова

## Филиалы
До 2010 года к ГМИО относился Музей 242-го учебного центра ВДВ в посёлке Светлом на территории учебного центра. Заведующим филиала был В. А. Образцов. Филиал музея имел постоянную экспозицию, посвящённую истории ВДВ и истории 242-го учебного центра. Однако там проходили и художественные выставки, подготовленные музейными сотрудниками. Основная задача филиала — патриотическое воспитание военнослужащих.
Музей городского быта. Несостоявшееся в начале 1990-х годов создание комплексного музея города случилось в 2006-м. Однако это временная мера; предполагается дальнейшее выделение Музея городского быта в отдельное учреждение. Заведующий филиалом — В. И. Селюк. Филиал расположен в деревянном особняке на ул. Театральной. По сути, у Музея городского быта те же проблемы (100 % износ здания и отсутствие средств на ремонт памятника архитектуры, как следствие — невозможность проводить выставки на своих площадях), что и у музея в целом.

## Проекты
1. Ежегодная выставка-конкурс омских художников, фотохудожников, дизайнеров и архитекторов «Мой город» (с 2005 по 2016 год, под эгидой музея с 2010) «Омск. Здесь и сейчас» (с 2017 года)[2][3].
2. Регулярные выставки «Борис Чигишев и ученики. Три поколения» (с 1995 года)[4].
3. Ежегодная выставка детского художественного творчества (с 1998 года) [5].
4. Ежегодный городской конкурс сочинений школьников «Язык искусства» по произведениям омских художников (с 2007 года), с 2010 года — имени Г. Ю. Мысливцевой[6].

## Издания
1. Чирков В. Ф. Валентин Кукуйцев. Живопись. — Омск, 1992. — 127 с., илл.
2. Чирков В. Ф. Георгий Кичигин. Живопись. — Омск: Русь, 1994. — 207 с., илл.
3. Выставка-симпозиум молодых художников и искусствоведов Омска 1980–1990-х гг. «Накануне рубежа веков»: Каталог. — Омск: ИПК «Омич», 1994.
4. Александр Капралов: Каталог. — Омск: ИПК «Омич», 1994.
5. Евгений Дорохов: Каталог. — Омск: ИПК «Омич», 1994.
6. «Война и мир, или Ад и рай» в творчестве художников послевоенных поколений: Каталог. — Омск: Русь, 1995.
7. «Война и мир, или Ад и рай» в творчестве художников послевоенных поколений: Тезисы докладов. — Омск: Русь, 1995.
8. Человек в пространстве времени. Современный портрет в Сибири: Каталог — концептпресс региональной выставки конференции. — Омск: ИПК «Омич», 1996.
9. Формула вещей: Каталог выставки. — Омск, 1997.
10. Первые омские искусствоведческие чтения: 8-9 декабря 1996 г.: Сборник материалов. — Омск: 000 «Альтернатива АРТ», 1997. — 61 с.
11. Вторые омские искусствоведческие чтения. 6-7 февраля 1998 г.: Сборник материалов. — Омск: ООО «Альтернатива АРТ», 1998. — 119 с.
12. Третьи омские искусствоведческие чтения: Сборник материалов. — Омск, 1999. — 147 с.
13. «В дар музею. ГМИО-5 лет»: Буклет. — Омск, 1996.
14. Городской музей «Искусство Омска»: Буклет. — Омск: Лео, 2001.